# Otávio Tarquínio de Sousa
Otávio Tarquínio de Sousa (Río de Janeiro, 7 de septiembre de 1889 — Río de Janeiro, 22 de diciembre de 1959) fue un escritor e historiador brasileño.
Su obra más importante es História dos Fundadores do Império do Brasil (1957), dividida en diez volúmenes con las biografías de Diogo Antônio Feijó, Evaristo da Veiga, José Bonifácio de Andrada e Silva, Bernardo Pereira de Vasconcelos y Pedro I. También escribió otros libros como Monólogo das Cousas (1914), A Mentalidade da Constituinte (1931), Ernesto Psichari, Neto de Renan (1934), História de Dois Golpes de Estado (1939), História do Brasil 1500-1822 (1944 - Obra en sociedad con Sérgio Buarque de Hollanda), O Pensamento Vivo de José Bonifácio (1945),  De Várias Províncias (1952), Fatos e Personagens em Torno de Um Regime (1957) y Três Golpes de Estado (1957).
Hijo del abogado Bráulio Tarquínio de Sousa Amaranto y de Joana Oliveira de Sousa, ambos pernambucanos. En 1932 se convirtió en ministro del Tribunal de Cuentas de la Unión ocupando ese cargo hasta 1946. Junto con importantes intelectuales brasileños de la década de 1930 como Gilberto Freyre, Caio Prado Júnior y Sérgio Buarque de Holanda,  elaboró estudios sobre la historia brasileña, trayendo nuevos conceptos para la historiografía. Según  Sergio Buarque, Tarquínio "quiso abordar la História a partir de los hombres que hicieron la historia". Se hizo miembro del Instituto Histórico de Petrópolis.
Estuvo casado, en primeras nupcias, con la escultora Maria de Lourdes Alves y, en segundas, con la escritura Lúcia Miguel Pereira, que falleció junto a él en el desastre aéreo de Ramos. Los cadáveres de la pareja fueron sepultados en el cementerio de São João Batista en Río de Janeiro. Alceu Amoroso Lima escribió una crónica sobre la pareja publicada en el libro Companheiros de Viagem y Carlos Lacerda publicó la crónica A última flor para Lúcia e Otávio, incluida en el libro Em vez.